# Tiberioides borealis
Tiberioides borealis es una especie de coleóptero de la familia Passalidae.

## Distribución geográfica
Habita en Assam (India).